# Эспьют
Эспью́т (фр. Espiute) — коммуна во Франции, находится в регионе Аквитания. Департамент — Атлантические Пиренеи. Входит в состав кантона Ортез и Тер-де-Гав и дю Сель. Округ коммуны — Олорон-Сент-Мари.
Код INSEE коммуны — 64215.

## География
Коммуна расположена приблизительно в 660 км к югу от Парижа, в 170 км южнее Бордо, в 45 км к западу от По.
На северо-востоке коммуны протекает река Сезон.

### Климат
Климат тёплый океанический. Зима мягкая, средняя температура января — от +5°С до +13°С, температуры ниже −10 °C бывают редко. Снег выпадает около 15 дней в году с ноября по апрель. Максимальная температура летом порядка 20-30 °C, выше 35 °C бывает очень редко. Количество осадков высокое, порядка 1100 мм в год. Характерна безветренная погода, сильные ветры очень редки.

## Население
Население коммуны на 2010 год составляло 114 человек.
| 1962 | 1968 | 1975 | 1982 | 1990 | 1999 | 2010 |
| ---- | ---- | ---- | ---- | ---- | ---- | ---- |
| 110  | 100  | 85   | 119  | 108  | 94   | 114  |

## Администрация
| Период | Период | Фамилия         | Партия | Примечания |
| ------ | ------ | --------------- | ------ | ---------- |
| 1995   | 2001   | Пьер де Порталь |        |            |
| 2001   | 2020   | Франсуаза Луи   |        |            |

## Экономика
В 2010 году среди 86 человек трудоспособного возраста (15-64 лет) 76 были экономически активными, 10 — неактивными (показатель активности — 88,4 %, в 1999 году было 86,3 %). Из 76 активных жителей работали 76 человек (47 мужчин и 29 женщин), безработных не было. Среди 10 неактивных 2 человека были учениками или студентами, 5 — пенсионерами, 3 были неактивными по другим причинам.

## Достопримечательности
- Церковь Св. Варфоломея (XVIII век)[4]